# Blackened
Blackened is het eerste nummer op het album ...And Justice for All van Metallica dat in 1988 verscheen. Dit is het allereerste nummer waar Jason Newsted aan heeft meegewerkt, in opvolging van voormalig bassist Cliff Burton.
Het intro van Blackened is ontstaan uit een opname die achteruit wordt afgespeeld.